# Eduard-Michael Grosu
Eduard-Michael Grosu (4 de septiembre de 1992) es un ciclista rumano, miembro del equipo chino Huansheng-Vonoa-Taishan Sport Team.

## Palmarés
2013
- Campeonato de Rumania Contrarreloj
- 1 etapa del Tour de Rumania

2014
- 2 etapas del Carpathia Couriers Paths
- Tour de Estonia, más 1 etapa
- 1 etapa de la Vuelta al Lago Qinghai

2016
- 2.º en el Campeonato de Rumania Contrarreloj
- 1 etapa del Tour del Lago Taihu

2017
- Campeonato de Rumania Contrarreloj
- 1 etapa del Tour de Sibiu

2018
- 1 etapa del Tour de Croacia
- Campeonato de Rumania Contrarreloj
- Campeonato de Rumania en Ruta
- 3 etapas de la Vuelta al Lago Qinghai

2019
- Tour de Limburgo
- 3.º en el Campeonato de Rumania Contrarreloj
- 2 etapas de la Vuelta al Lago Qinghai
- 1 etapa del Tour de Eslovaquia
- 1 etapa de la CRO Race

2020
- 3.º en el Campeonato de Rumania Contrarreloj
- 3.º en el Campeonato de Rumania en Ruta
- Tour de Rumania, más 2 etapas

2021
- 2.º en el Campeonato de Rumania en Ruta

2022
- 1 etapa del Tour de Rumania

2023
- Campeonato de Rumania Contrarreloj

## Resultados en Grandes Vueltas y Campeonatos del Mundo
| Carrera              | Carrera              | 2014 | 2015  | 2016  | 2017 | 2018 | 2019 | 2020 | 2021 | 2022 | 2023 |
| -------------------- | -------------------- | ---- | ----- | ----- | ---- | ---- | ---- | ---- | ---- | ---- | ---- |
|                      | Giro de Italia       | —    | 150.º | 153.º | —    | —    | —    | —    | —    | —    | —    |
|                      | Tour de Francia      | —    | —     | —     | —    | —    | —    | —    | —    | —    | —    |
|                      | Vuelta a España      | —    | —     | —     | —    | —    | —    | —    | —    | —    | —    |
| Mundial en Ruta      | Mundial en Ruta      | —    | —     | —     | —    | —    | Ab.  | Ab.  | Ab.  | —    | —    |
| Mundial Contrarreloj | Mundial Contrarreloj | —    | —     | —     | —    | —    | 51.º | —    | —    | —    | —    |

—: no participa

Ab.: abandono